# Lauzanne Cove
Die Lauzanne Cove (französisch Baie Lauzanne) ist eine 3 km breite Bucht an der Danco-Küste des Grahamlands auf der Antarktischen Halbinsel. Sie liegt südlich der Guyou-Inseln am Südufer der Flandernbucht.
Teilnehmer der Vierten französischen Antarktisexpedition (1903–1905) unter der Leitung des Polarforschers Jean-Baptiste Charcot waren die ersten, die sie kartierten. Charcot benannte sie nach  dem französischen Zeitungsjournalisten Stéphane Lauzanne, von 1900 bis 1915 Chefredakteur der Tageszeitung Le Matin. Das UK Antarctic Place-Names Committee übertrug am 23. September 1960 die französische Benennung ins Englische.